# Rio Bobâlna
O Rio Bobâlna é um rio da Romênia afluente do Rio Mureş, localizado no distrito de Hunedoara.